# Candamo (jaskinia)
Candamo – jaskinia położona w pobliżu miejscowości San Román w gminie Candamo w hiszpańskiej wspólnocie autonomicznej Asturia. Wewnątrz znajdują się paleolityczne malowidła naskalne.
Jaskinia została odkryta w 2 połowie XIX wieku przez chłopa przezwiskiem „El Cristo” i przebadana w latach 1914-1919 przez Eduarda Hernándeza Pacheco. Ma 60–70 m głębokości. Wejście do niej znajduje się na zboczu wzgórza, na wysokości 200 metrów. Z wejścia rozciąga się szeroka panorama na dolinę rzeki Nalón, co prawdopodobnie miało strategiczne znaczenie dla obozujących tutaj prehistorycznych łowców. Ściany jaskiniowych komór i galerii ozdabiają wykonane czarną i czerwoną farbą znaki punktowe oraz wizerunki zwierząt, przedstawiające m.in. tury, jelenie, konie i koziorożce. Malowidła te, zaliczane do stylu III i IV, datowane są na ok. 21,000–15,000 lat BP i związane z kulturami solutrejską oraz magdaleńską. Przeprowadzone w 2002 roku przez Francisco Fortea-Péreza datowanie metodą AMS wykazało, że część malowideł może liczyć sobie nawet 30 tys. lat, jednak wyniki tych badań są kwestionowane.
Ze względu na wzrastające zagrożenie związane z masowym ruchem turystycznym oraz przypadkami wandalizmu, w 1980 roku jaskinia została zamknięta dla zwiedzających. W 2007 roku w Teverdze został otwarty park archeologiczny, w którym znajduje się wierna kopia jaskini wykonana przez pracowników Wydziału Sztuk Pięknych Universidad Complutense.